# Crack Up
Crack Up war eine deutsche Death-Metal-Band aus Hünxe, die im Jahr 1992 gegründet wurde, sich 2003 auflöste und 2022, 30 Jahre nach Bandgründung, reformierte.
Zum 25-jährigen Jubiläum des Summer Breeze Open Air in Dinkelsbühl am 16. August 2022 plant die Band eine Comeback Show.

## Geschichte
Nachdem die Mitglieder bereits vorher unter dem Namen Rotting Misery aktiv waren und ein Demo namens Endless Coma veröffentlicht hatten, wurde Crack Up im Jahr 1992 gegründet. Ein erstes Demo folgte im Jahr 1994 unter dem Namen Forsaken Dreams, wovon sich über 1.000 Einheiten absetzen ließen, woraufhin die Gruppe einen Vertrag bei We Bite Records erreichte, worüber im Jahr 1996 das Debütalbum Blood Is Life erschien. Zudem war die Band auch mit einem Lied auf dem Sampler Assassins von Thunder Lizard Records zu hören. Nach einem Wechsel zu Nuclear Blast erschien hierüber im Jahr 1997 das Album From the Ground, das von Andy Classen produziert worden war. Auf dem Album war unter anderem auch eine Coverversion von Fangs Money zu hören. Im selben Jahr nahm die Band zudem an der Europatournee von Unleashed und Driller Killer teil. Des Weiteren spielte sie zusammen mit Crematory, Night in Gales, Dimmu Borgir, In Flames und EverEve in Köln. 1998 folgten weitere Auftritte zusammen mit Dew-Scented und Disbelief. Hierbei übernahm der Dew-Scented-Gitarrist Florian Müller kurzzeitig den Posten von Helvin Pour, der aufgrund von persönlichen Problemen nicht spielen konnte. Im Oktober erschien das dritte Album Heads Will Roll, das wieder von Classen produziert worden war. Hierauf waren zwei Coverversionen, Turbonegros Bad Mongo und Next Big Thing von The Dictators, enthalten. Zu dieser Zeit waren mit Helvin Pour und Torben Voigt zwei Gitarristen in der Band aktiv. Danach ging die Band zusammen mit Benediction und Death auf Tour und spielte zudem zusammen mit Hypocrisy, In Flames und Covenant. Im September ersetzte die Band Gorgoroth als Support für Dismember. Im Jahr 1998 spielte die Band außerdem auch auf dem Wacken Open Air. Im März 1999 ging die Band weiter auf Tour. Währenddessen verließ der Gitarrist Pour die Band, sodass Müller von Dew-Scented erneut einsprang. Als permanentes Mitglied kam Dirk Oschatz zur Gruppe, wobei dieser schon vorher als Originalmitglied in der Band gespielt hatte. Im Juli 1999 spielte die Band auf dem Summer Breeze. Zudem trennte sich die Band von Nuclear Blast, wechselte zu Moonstorm Records, da sich die Band laut Schnetgöke nicht genug unterstützt fühlte, und veröffentlichte hierüber im März 2000 das Album Dead End Run, das von Classen produziert worden war. Danach verließ der Schlagzeuger Frank Schlinkert die Band und wurde durch Andi Nohlen ersetzt. Nach einer Durststrecke mit Wochenend-Auftritten in Mini-Clubs und Jugendzentren, oft nur für das Spritgeld, ging es mit dieser neuen Besetzung zusammen mit Pro-Pain 2001 auf Tournee. Im selben Jahr erschien zudem eine Split-Veröffentlichung zusammen mit The Now Noise! bei Wanker Records. Außerdem spielte die Band erneut im selben Jahr auf dem Summer Breeze. 2002 hielt die Band weiterhin Konzerte ab und spielte dabei unter anderem zusammen mit Pro-Pain, Do or Die und Against All in Berlin und mit Dew-Scented und Night in Gales in Salzgitter. Im selben Jahr schloss sich das letzte Album der Band unter dem Namen Buttoxin’ Bloom bei Moonstorm Records an, ehe die Gruppe im November 2003 ihre Auflösung bekanntgab.

## Stil
Im Metal-Hammer-Interview gab Tim Schnetgöke an, in seiner Jugendzeit durch Bands wie Metallica und Sodom sowie durch Death-Metal-Veröffentlichungen wie Cause of Death von Obituary oder Entombeds Left Hand Path beeinflusst worden zu sein. Torben Voigt gab im Metal Hammer an, seine E-Gitarre fünf Halbtöne herunterzustimmen, weshalb er schon teilweise auf Bass-Saiten zurückgreifen müsse. Björn Friedetzky vom Metal Hammer ordnete Heads Will Roll dem Death-Rock zu und zog einen Vergleich zu Babylon Whores. In einem weiteren Metal-Hammer-Interview mit Schnetgöke stellte Martin Wickler fest, dass auf Dead End Run „der eher traditionelle Death Metal der alten Tage einer sehr rockigen Variante gewichen ist“. Auch Robert Müller bemerkte in der Rezension zum Album, dass die Band nicht mehr viel mit Death Metal zu tun hätte, wohingegen für ihn bisher die Band als Bolt Thrower des Ruhrgebiets galt. Stattdessen gebe es auf dem Album „auf superbreite Gitarrenriffs, Sänger, die wie Männer klingen, und mächtig abrollende Drums“. Anzo Sadoni gab im Metal-Hammer-Interview zu Buttoxin’ Bloom mit Schnetgöke an, dass die Band im Laufe ihrer Karriere immer mehr Rockeinflüsse habe einfließen lassen, wodurch die Band oft als Death ’n’ Roll bezeichnet worden sei, was dieser jedoch nicht gefalle. Schnetgöke gab an, anfangs durch Obituary und Entombed zum Death Metal bewegt worden zu sein. Dass sie sich nun verstärkt dem Rock widme, sei zwar nicht beabsichtigt, jedoch auch darauf zurückzuführen, dass die Mitglieder verstärkt Queens of the Stone Age und Morphine hören würden. Petra Schurer schrieb in der Metal-Hammer-Rezension zum Album, dass hierauf „auf das Wesentliche reduzierten Grundstrukturen, kernigen Refrains, einprägsamen Melodien und einem breit gefächerten Gesangsspektrum, das von tiefem Growl-Gewitter bis zum mehrstimmigen Partytauglichen Mitsing-Refrain reicht“ gebe. Sie ordnete die Band dem Death ’n’ Roll zu und schrieb weiter, dass die Band auf den Vorgängern einen Spagat zwischen schwedischem Oldschool-Death-Metal und Punk geschafft hätte. Auch im Rock Hard verwendete man konsequent die Bezeichnung Death ’n’ Roll, wobei Frank Albrecht in seiner Rezension die kurze Spieldauer der „schnörkellosen“ Lieder von zwei bis drei Minuten herausstrich.

## Diskografie
- 1994: Forsaken Dreams (Demo, Eigenveröffentlichung)
- 1996: Blood Is Life (Album, We Bite Records)
- 1997: From the Ground (Album, Nuclear Blast)
- 1998: Heads Will Roll (Album, Nuclear Blast)
- 2000: Dead End Run (Album, Moonstorm Records)
- 2001: The Now Noise! / Crack Up (Split mit The Now Noise!, Wanker Records)
- 2002: Buttoxin’ Bloom (Album, Moonstorm Records)